# Ciceró (mértékegység)
A ciceró a szárazföldi európai tipográfiában használt (gyakori megfogalmazásban „nyomdai”) mértékegység. A Didot–Berthold-rendszerben alapegységnek számít. Egy ciceró 12 pont, azaz 4,511 mm. A történelmi francia hüvelyk hatoda.
Hasonló mértékegység az angol pica, de a francia hüvelyk nagyobb az angolnál. Ezért egy ciceró 1,063 picát tesz ki.
A ciceró név eredete vitatott. Az egyik olvasat szerint Marcus Tullius Cicero beszédeinek egy 1465-ös kiadásából ered, amit Peter Schöffer hasonló méretben nyomtatott a saját maga által öntött és metszett betűkkel. Más források szerint a név Ulrich Hans Cicerótól ered, aki a 15. században ugyanekkora betűkkel adott ki egy írást Rómában.
Az ólombetűs nyomtatás végéig a ciceró szabványos mértékegység volt. Az új technikák megjelenésével a milliméter vette át a helyét, mivel ekkortól a feldolgozást többnyire tipográfiailag képzetlen személyek végzik. A pont mértékegység viszont túlélte ezt a változást.
Több európai országban más méretet jelöltek ezzel a névvel, vagy más nevet adtak ennek a méretnek. Franciaországban St. Augustin, Hollandiában Augustijn, Angliában Pica, Spanyolországban Cicero vagy Lectura, Olaszországban Lettura. A két cicerós méret neve Franciaországban és Hollandiában Palestine, Angliában Twoline Pica vagy Double Pica, Olaszországban Palestina.

## Külső link
Átszámítás a Google-val.